# فرودگاه مونلوسون – گره
فرودگاه مونلوسون – گره (به انگلیسی: Montluçon – Guéret Airport) (به زبان بومی: Aéroport de Montluçon - Guéret) یک فرودگاه همگانی با کد یاتا MCU است که یک باند فرود آسفالت دارد و طول باند آن ۱۹۰۰ متر است. این فرودگاه در شهر مونلوسون کشور فرانسه قرار دارد و در ارتفاع ۴۱۷ متری از سطح دریا واقع شده‌است.